# Хуліо Моралес
Хуліо Моралес (ісп. Julio Morales, 16 лютого 1945, Монтевідео — 14 лютого 2022) — уругвайський футболіст, що грав на позиції нападника. Виступав, зокрема, за клуби «Насьйональ» та «Аустрія» (Відень), а також національну збірну Уругваю.
Шестиразовий чемпіон Уругваю. Дворазовий чемпіон Австрії. Дворазовий володар Кубка Австрії. Дворазовий володар Кубка Лібертадорес. Дворазовий володар Міжконтинентального кубка.

## Клубна кар'єра

### Виступи на батьківщині
Наймолодший з восьми братів Хуліо і східному районі Бразо міста Монтевідео. Розпочав свою кар'єру в молодіжній команді «Расінг» (Монтевідео), перш ніж дебютувати за першу команду у віці 16 років. У віці 20 років він перейшов на запрошення Зезе Морейри в 1965 році до міського суперника «Насьйональ», з яким протягом наступних декількох років п'ять разів вигравав національний чемпіонат. За цей час п'ять разів виборював титул чемпіона Уругваю, ставав володарем Кубка Лібертадорес (у 1971 році обіграв «Естудьянтес» (Ла-Плата)), володарем Міжконтинентального кубка. Окрім цього двічі ставав фіналістом кубку Лібертадорес, але в обох випадках програвав: у 1967 році — «Расінгу» (Авельянеда), а в 1969 році — «Естудьянтес» (Ла-Плата).

### «Аустрія» (Відень)
1972 році «Насьйональ» почав відчувати фінансові тркднощі, про що тодішній секретар «Аустрії» (Відень) Норберт Лоппер дізнався від родича, який проживав в Уругваї. Після цього столична команда підписала Моралеса та його співвітчизника Альберто Мартінеса під час зимової перерви сезону 1972/73. Подолавши труднощі адаптації, Моралес також перетворився на одного з найкращих бомбардирів в Австрії і виграв з клубом два чемпіонські титули та дві перемоги в кубку до 1978 року. Разом з Гансом Піркнером та Томас Паріц утворили атакувальний тандем «Бурю століття» у фіалках.
У сезоні 1977/78 років «Аустрія» вийшла у фінал Кубка володарів кубків Європи, а Моралес відзначився вирішальним голом у воротах «Локомотива» (Кошиці), а також зробив вагомий внесок у перемогу над московським «Динамо». У фіналі австрійці поступився «Андерлехта».
Загалом у футболці «Аустрії» відзначився 73-ма голами у 214-ти матчах, в тому числі й 55-ма голами в 171-му матчі у Бундеслізі.

### Повернення в Уругвай
У 1979 році повернувся до Уругваю, де підписав контракт з «Насьйоналем». У 1980 році разом зі столичним клубом виграв ще один титул національного чемпіона, а також вийшов до фіналу Кубку Лібертадорес, де уругвайці зустрілися з «Інтернасьйоналем» Після виїзної нульової нічиєї «Насьйональ» здобув перемогу (1:0) у домашньому поєдинку. Разом з клубом з Монтевідео у фінальному матчі Міжконтинентального кубку обіграв (1:0) англійський «Ноттінгем Форест». Футбольну кар'єру завершив 1982 року в складі «Насьйоналя», у футболці якого відзначився 191 матч у 471-му матчі.

## Виступи за збірну
18 травня 1966 року він дебютував у національній збірній Уругваю у переможному (3:1) поєдинку проти Парагваю у Монтевідео. У складі збірної був учасником чемпіонату світу 1970 року у Мексиці. У кваліфікації не використовувався, зіграв у чвертьфіналі. У півфіналі допоміг відзначитися голом Луїсом Кубільї та вивести уругвайців вперед у матчі проти майбутніх переможців турніру Бразилії, які перемогли в підсумку з рахунком 3:1. Також зіграв у програному поєдинку за 3-тє місце проти Німеччини.
На Мундіаліто у Монтевідео 1980 року до 50-ї річниці першого розіграшу чемпіонату світу з футболу, в якому взяли участь усі попередні чемпіони світу, окрім Англії, яку замінили віце-чемпіони світу Нідерланди, Уругвай переміг Бразилію з рахунком 2:1 у фіналі за участю молодого Сократеша. Моралес зіграв у всіх матчах і відзначився голом у воротах Італії. Востаннє футболку національної команди одягав 6 вересня 1981 року в кваліфікації до чемпіонату світу в Лімі проти Перу.
Загалом протягом кар'єри у національній команді, яка тривала 16 років, провів у її формі 24 матчі, відзначився 11 голами.

## Досягнення
«Насьйональ»
- Прімера Дивізіон Уругваю
  -  Чемпіон (6): 1966, 1969, 1970, 1971, 1972, 1980

- Кубок Лібертадорес
  -  Володар (2): 1971, 1980
  -  Фіналіст (1): 1967, 1969

- Міжконтинентальний кубок
  -  Володар (2): 1971, 1980

- Міжамериканський кубок
  -  Володар (1): 1971

«Аустрія» (Відень)
- Бундесліга Австрії
  -  Чемпіон (2): 1975/76, 1977/78

- Кубок Австрії
  -  Володар (2): 1973/74, 1976/77

- Кубок володарів кубків УЄФА
  -  Фіналіст (1): 1978

збірна Уругваю
- Мундіаліто
  -  Володар (1): 1980